# Talastină
Talastina este un antihistaminic H1 derivat de ftalazină, fiind utilizat în tratamentul alergiilor.